# 道の駅白山文化の里長滝
道の駅白山文化の里長滝（みちのえき はくさんぶんかのさとながたき）は、岐阜県郡上市白鳥町長滝にある国道156号の道の駅である。

## 概要
1992年（平成4年）、旧白鳥町がかつての北濃村役場があった「長滝歴史公園」を「白山長滝公園」として整備し開業。1994年（平成6年）3月31日に「道の駅白鳥」（みちのえきしろとり）として登録された。
2018年（平成30年）6月2日に、名称を「道の駅白鳥」から「道の駅白山文化の里長滝」に変更した。名称を変更した同日に「清流長良川あゆパーク」が開業している。

## 施設
- 駐車場
  - 普通車：106台[4][7]
  - 大型車：3台[4][7]
  - 身障者用：4台[4][7]
- トイレ
- お土産品・特産品販売所（8:30 - 17:30、冬季は変動あり）[4]
- テイクアウト華虎（営業時間はテナントによって異なる）
- 清流長良川あゆパーク（8:30 - 17:00）[5][7]
  - レストラン里川（9:00 - 16:30）
- 白山文化博物館（当駅に隣接、9:00 - 16:30）

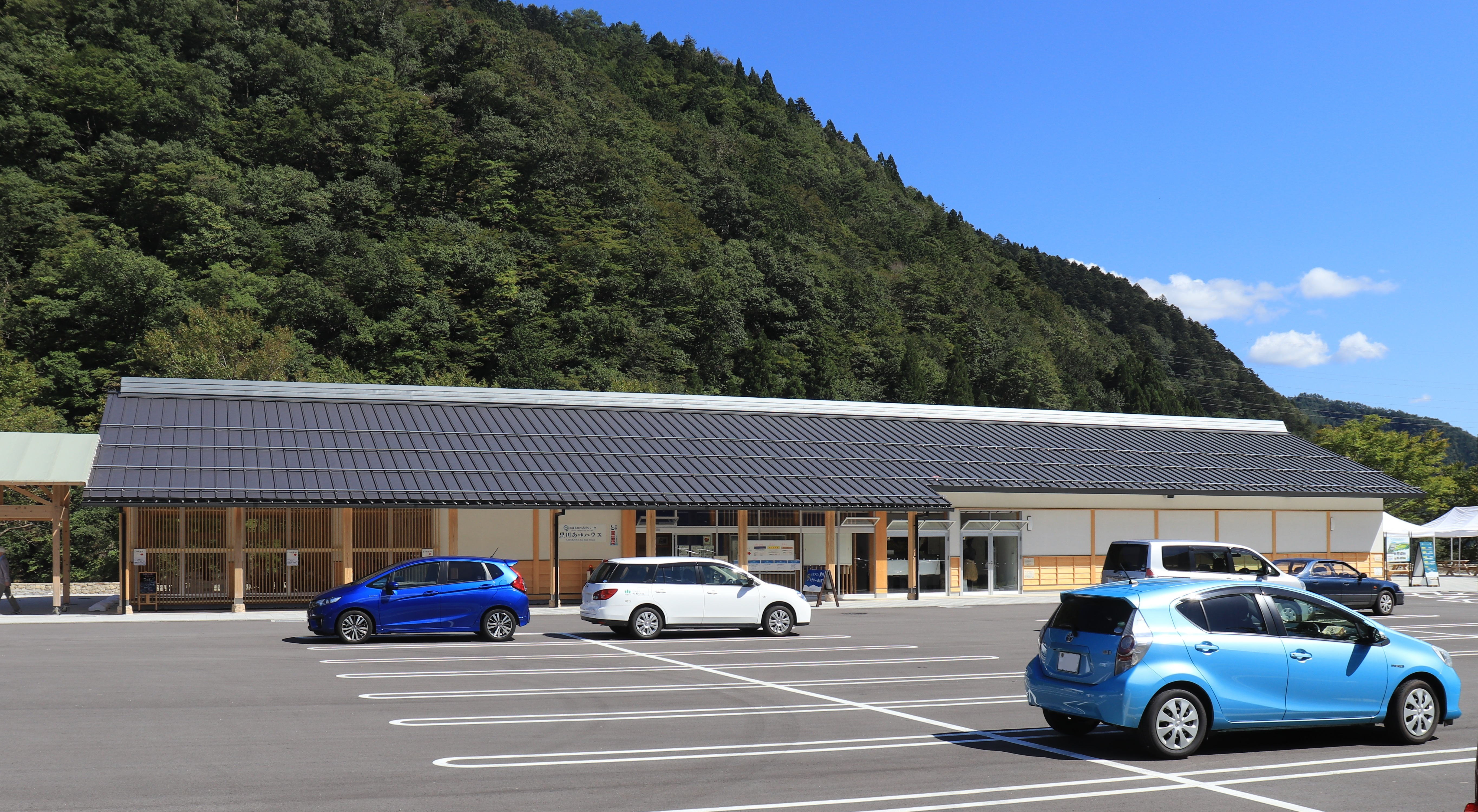
南側に併設されている清流長良川あゆパークの里川あゆハウス
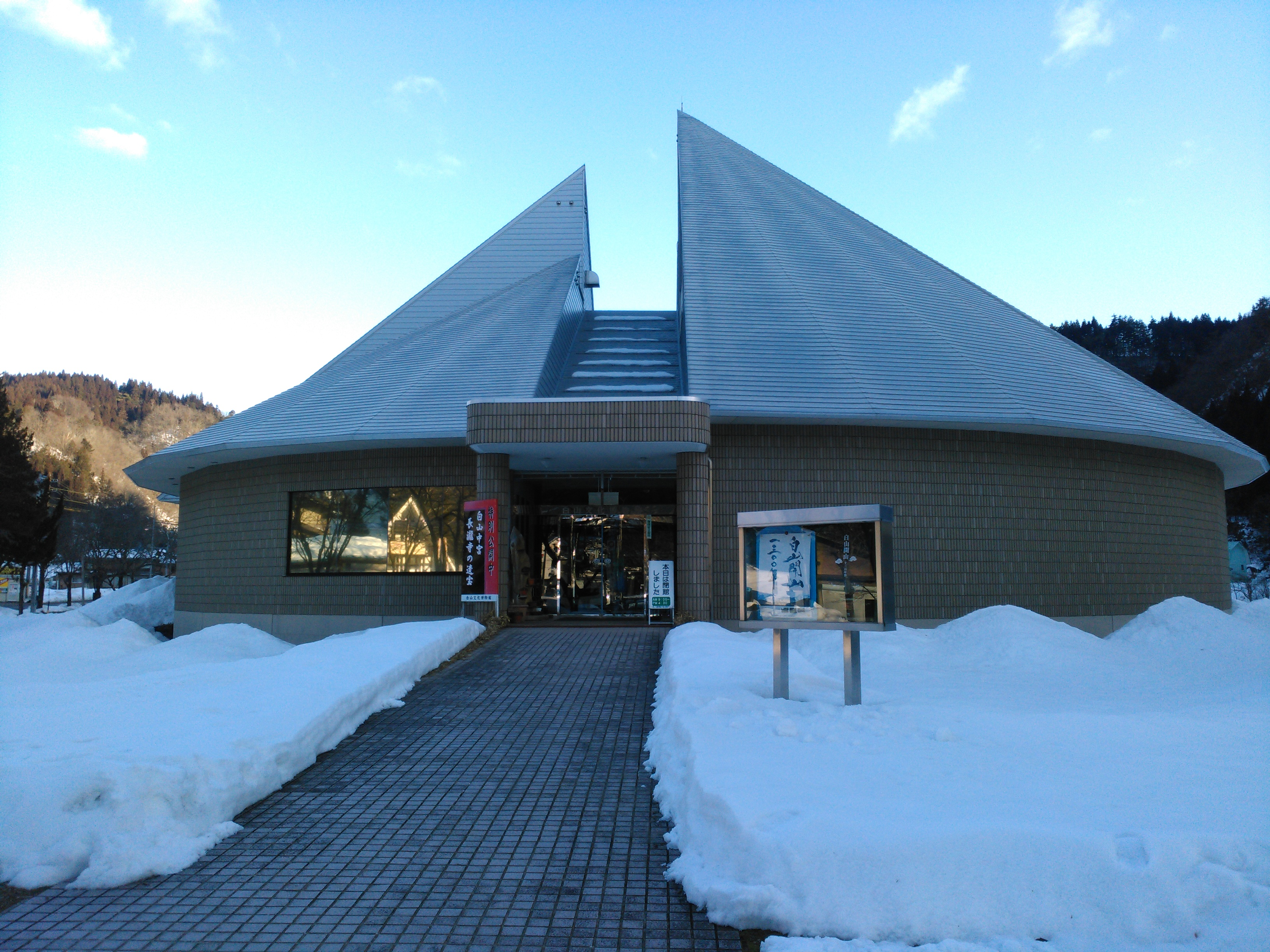
北側に隣接する白山文化博物館

## 休館日
- 毎週火曜日（祝日の場合は翌日）[4][7]
- 年末年始[4][7]

## アクセス
- 国道156号 - 登録路線
- E41 東海北陸自動車道 白鳥ICより約10分。

## 周辺
- 長滝白山神社
- 奥美濃若宮修古館
- 阿弥陀ケ滝